# 筆安一幸
筆安一幸（日语：／ Fudeyasu Kazuyuki，1月11日—），日本男編劇。出身於石川縣。B型血。有在一些情況下使用平假名（將漢字全部轉換）名義。

## 來歷
主要從事動畫編劇工作。 最初積極使用漢字記法參加編劇工作，但近年也有許多使用平假名記法活動。MADHOUSE出身，負責攝影直到約2001年。

## 作品列表
粗體字表示擔任劇本統籌或首席作家作品。

### 筆安一幸名義

#### 電視動畫
1998年
- 危險調查員（攝影）

2000年
- 第一神拳（－2002年，編劇）

2001年
- 戰鬥陀螺（編劇）
- 華麗的機會（日语：チャンス〜トライアングルセッション〜）（編劇）
- 足球小將翼 (平成版)（編劇）

2002年
- 炎之蜃氣樓（編劇）
- X（編劇）
- 水瓶戰記 Sign for Evolution（編劇）
- 炸彈小新娘（編劇）

2003年
- 第一神拳 Champion Road（編劇）
- 青青校樹（編劇）
- GUNSLINGER GIRL（文藝擔當、編劇）

2004年
- 極道鮮師（編劇）
- MONSTER（編劇）

2005年
- 極限女孩（編劇）
- 草莓100%（編劇）
- 我太太是高中生（編劇）
- 鬥牌傳說赤木 ～降臨黑暗的天才～（－2006年，編劇）

2009年
- BASQUASH！（編劇）

2017年
- 黑色五葉草
- 少女終末旅行（編劇）

2018年
- 異世界魔王與召喚少女的奴隸魔術[1]（編劇）
- 邪神與廚二病少女（編劇）[2][3]
- 索斯機械獸WILD（編劇）
- 關於我轉生變成史萊姆這檔事[4]（編劇）

2019年
- 入間同學入魔了！

2020年
- 異種族風俗娘評鑑指南[5]（編劇）
- 邪神與廚二病少女'（編劇）[3]
- 魔女之旅（編劇）[6]
- 眾神眷顧的男人（編劇）[7]

2021年
- 文豪Stray Dogs 汪！[8]（編劇）
- 回復術士的重啟人生（編劇）[9]
- 異世界魔王與召喚少女的奴隸魔術Ω[10]（編劇）

2022年
- 里亞德錄大地（編劇）[11]
- 邪神與廚二病少女X（編劇）[3]
- Do It Yourself!!（編劇）[12]
- 不道德公會[13]（編劇）

2023年
- 在異世界獲得超強能力的我，在現實世界照樣無敵～等級提升改變人生命運～（編劇）
- 香格里拉·開拓異境 ～糞作獵手挑戰神作～（編劇）[14]
- 公司的小小前輩（協力）

2024年
- 公主殿下，「拷問」的時間到了（編劇[15]）
- 從路人角色開始的探索英雄譚[16]

2025年
- 離開A級隊伍的我，和從前的弟子往迷宮深處邁進（編劇）
- 群花綻放、彷如修羅[17]
- 黑岩目高不把我的可愛放在眼裡（編劇[18]）
- 記憶縫線YOUR FORMA（編劇[19]）
- 3年Z班銀八老師[20]

#### OVA
2003年
- 第一神拳 間柴vs木村 死刑執行（編劇）

2004年
- 炎之蜃氣樓 ～水畔的叛逆者～（編劇）

#### 電影動畫
1999年
- 劇場版 庫洛魔法使（攝影）

2001年
- VAMPIRE HUNTER D（攝影）

2020年
- WAVE!! ～來衝浪吧!!～

2021年
- 劇場版 美少女戰士Eternal（編劇）

2022年
- 劇場版 關於我轉生變成史萊姆這檔事 紅蓮之絆篇（編劇）

#### 網路動畫
2019年
- ZENONZARD THE ANIMATION（日语：ゼノンザード）[注 1]（－2020年，編劇）

2021年
- 終末的女武神[21]

2023年
- 終末的女武神II

#### 作詞
2016年
- （《劇場版 星光樂園 大家的憧憬♪ 去吧☆星光巴黎》插入歌）
- （《少年女僕》插入歌）

2018年
- 神保町哀歌（《邪神與廚二病少女》第11話插入歌）

### 名義

#### 電視動畫
2002年
- 迷糊天使（編劇）

2005年
- 索斯機械獸V（－2006年，編劇）

2006年
- Strawberry Panic（編劇）
- 夢使者（編劇）
- 彩雲國物語（－2008年，編劇）
- NANA（－2007年，編劇）
- 花漾明星KIRARIN（－2008年，編劇）

2007年
- 怪物王女（編劇）
- CLAYMORE（編劇）
- 賭博默示錄（－2008年，編劇）

2008年
- 假面男僕（編劇）
- 企鵝找麻煩（－2010年，編劇）
- 楚楚可憐超能少女組（－2009年，編劇）
- 艾莉森與莉莉亞（編劇）
- 奇奇的異想世界（編劇）

2009年
- 第一神拳 New Challenger（編劇）
- 蒼天航路（編劇）
- 奇奇的異想世界 新的家（編劇）
- 戰鬥陀螺 鋼鐵奇兵（－2010年，編劇）
- 戀愛班長（－2010年，編劇）
- 肯普法（編劇）
- 貓願三角戀（編劇）

2010年
- 衰仔擦膠（編劇）
- B型H系（編劇）[22]
- 少年犯之七人（編劇）
- SD鋼彈三國傳 Brave Battle Warriors（－2011年，編劇）
- 企鵝找麻煩Max（－2011年，編劇）
- 戰鬥陀螺 鋼鐵奇兵 爆（編劇）
- BLEACH（－2012年，編劇）
- 料理偶像（編劇）
- 妖怪少爺（編劇）
- 偵探歌劇 少女福爾摩斯（編劇）
- 戀愛班長 Second Collection（－2011年，編劇）

2011年
- 靈異E接觸（編劇）
- 肯普法 für die Liebe（編劇）
- 企鵝找麻煩DX？（－2012年，編劇）
- 戰鬥陀螺 鋼鐵奇兵 4D（編劇）
- SKET DANCE（－2012年，編劇）
- 偵探歌劇 少女福爾摩斯 夏季特別篇（編劇）
- 便·當（編劇）

2012年
- 偵探歌劇 少女福爾摩斯 第2幕（編劇）
- 寶石寵物 Kira☆Deco！（編劇）
- 寵物反斗星（編劇）
- T寶的悲慘日常（編劇）
- 就算是哥哥，有愛就沒問題了，對吧（編劇）
- 寵物反斗星 Yume Kira Dream（－2013年，編劇）
- JoJo的奇妙冒險（－2013年，編劇）

2013年
- Beast Saga（日语：ビーストサーガ）（編劇）
- 人魚又上鉤（編劇）
- 寵物反斗星 Miracle Friends（－2014年，編劇）
- Walkure Romanze 少女騎士物語（編劇）
- 單色小姐 -The Animation-（編劇）
- 第一神拳 Rising（編劇）

2014年
- 魔法戰爭（編劇）[23]
- 請問您今天要來點兔子嗎？（編劇）
- GO-GO 寵物反斗星（－2015年，編劇）
- JoJo的奇妙冒險 星塵鬥士（編劇）
- 靈裝戰士（編劇）
- 前進吧！登山少女 Second Season（編劇）
- 星光樂園（編劇）
- 電器街的漫畫店（編劇）

2015年
- 夜晚的小雙俠（全話編劇[24]）
- JoJo的奇妙冒險 星塵鬥士 埃及篇（編劇）
- 魔物娘的同居日常（編劇）
- 單色小姐 -The Animation- 2（編劇）
- T寶的悲慘日常 夢幻篇（編劇）
- 單色小姐 -The Animation- 3（編劇）
- 請問您今天要來點兔子嗎??（編劇）
- 偵探小隊KZ事件簿（編劇）

2016年
- 魔法少女什麼的已經夠了啦。（編劇）
- 魔法護士小麥R（編劇）
- 少年女僕（編劇）
- JoJo的奇妙冒險 不滅鑽石（編劇）

2017年
- 偶像時間星光樂園（編劇）
- 網路勝利組（編劇）
- 寶石之國（編劇）

2018年
- JoJo的奇妙冒險 黃金之風（－2019年，編劇）
- 前進吧！登山少女 Third Season（編劇）

2020年
- 請問您今天要來點兔子嗎？ BLOOM（編劇）

2022年
- JoJo的奇妙冒險 石之海（編劇）

#### OVA
2017年
- 前進吧！登山少女 回憶的贈禮（編劇）

#### 電影動畫
2008年
- HELLS ANGELS（日语：HELLS ANGELS）（編劇）

2009年
- 劇場版 企鵝找麻煩：幸福的青鳥（編劇）

2016年
- 劇場版 偵探歌劇少女福爾摩斯 ～逆襲的福爾摩斯～（編劇）
- 劇場版 星光樂園 大家的憧憬♪ 去吧☆星光巴黎（編劇）
  - 另外還撰寫了小學館Jr.文庫（筆安一幸名義）出版的少年版。

2017年
- 劇場版 星光樂園 一～起閃耀吧！閃亮亮☆星光LIVE！（編劇）

## 腳註

## 相關項目
- 日本動畫師列表

## 外部連結
- 筆安一幸的X（前Twitter） （日語）